# Martin van der Borgh
Martin van der Borgh (Koningsbosch, Echt-Susteren, 28 d'octubre de 1934 - Brunssum, 12 de gener de 2018) va ser un ciclista neerlandès professional de 1957 a 1964. Com amateur va guanyar una medalla de bronze al Campionat del Món en ruta de 1949.

## Palmarès
- 1954
  - 1r a la Volta a Limburg
- 1958
  - Vencedor d'una etapa a la Volta a Luxemburg
- 1961
  - 1r al Tour del Nord
- 1963
  - Vencedor d'una etapa a la Volta a Luxemburg

### Resultats al Tour de França
- 1958. Abandona (15a etapa)
- 1959. Abandona (13a etapa)
- 1960. 34è de la classificació general